# Alpenveilchen
Die Alpenveilchen oder Zyklamen (Cyclamen) sind eine Pflanzengattung in der Unterfamilie der Myrsinengewächse (Myrsinoideae) innerhalb der Familie der Primelgewächse (Primulaceae). Zu dieser Gattung zählen etwa 22 Arten, von denen die meisten Arten im Mittelmeerraum heimisch sind.
Nur eine Art, das Europäische Alpenveilchen (Cyclamen purpurascens), ist in den Alpen, nach denen die Gattung im Deutschen benannt ist, weit verbreitet. Die bekannte Topfpflanze ist das Zimmer-Alpenveilchen (Cyclamen persicum), das seine Heimat in Kleinasien hat. Von dort wurde es im 17. Jahrhundert nach Europa eingeführt.

## Beschreibung
Cyclamen-Arten sind ausdauernde krautige Pflanzen, welche die scheibenförmigen und namensgebenden (von griechisch kyklos: Kreis, Scheibe) Knollen als Überdauerungsorgane ausbilden. Die gestielten Laubblätter sind einfach und haben oft eine helle Zeichnung auf der Blattoberfläche.
Alpenveilchen tragen auf Stielen stehende einzelne Blüten, die zwar nach unten hängen, deren Kronblätter jedoch stark nach oben gebogen („zurückgeschlagen“) und dabei etwas verdreht werden. In der Knospenlage sind die Kronblätter einsinnig linksgedreht (monostroph sinistrors-contort). Ihre Farbe reicht von Weiß über Rosa bis Purpurrot.
Die Kapselfrüchte werden mit zunehmender Reife durch Wachsen und Einkrümmen des Stieles in den Boden versenkt. Die Kapseln öffnen sich oft erst, wenn sie sich in der Erde befinden.
Blätter und Knolle sind u. a. wegen ihres Gehalts an Cyclamin, einem Saponin, giftig. Die Pflanze findet auch medizinische Verwendung.

## Bilder

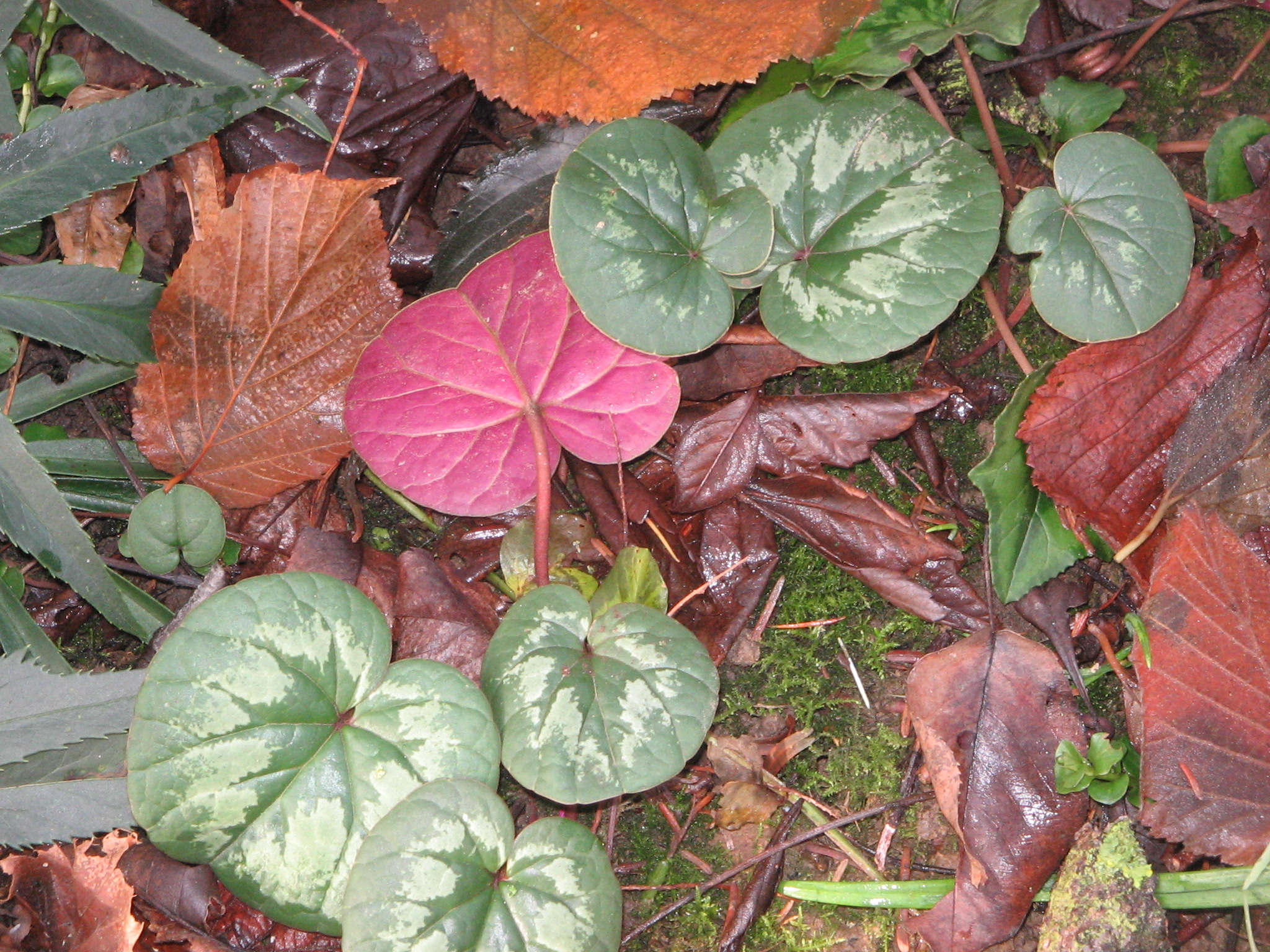
Blätter von Cyclamen coum – Gefleckte Oberseite und rötliche Unterseite
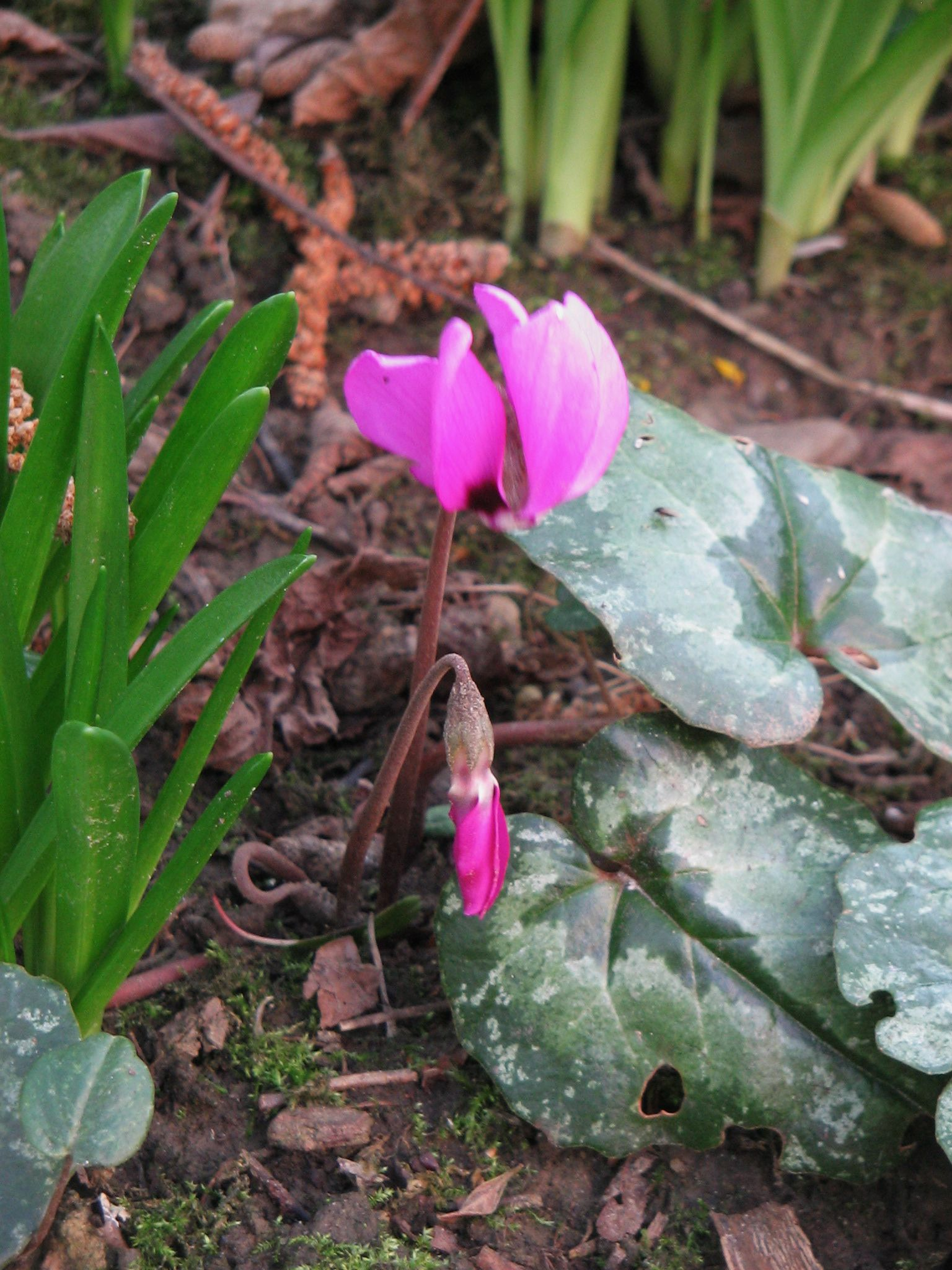
Cyclamen pseudibericum – Beginn der Blüte
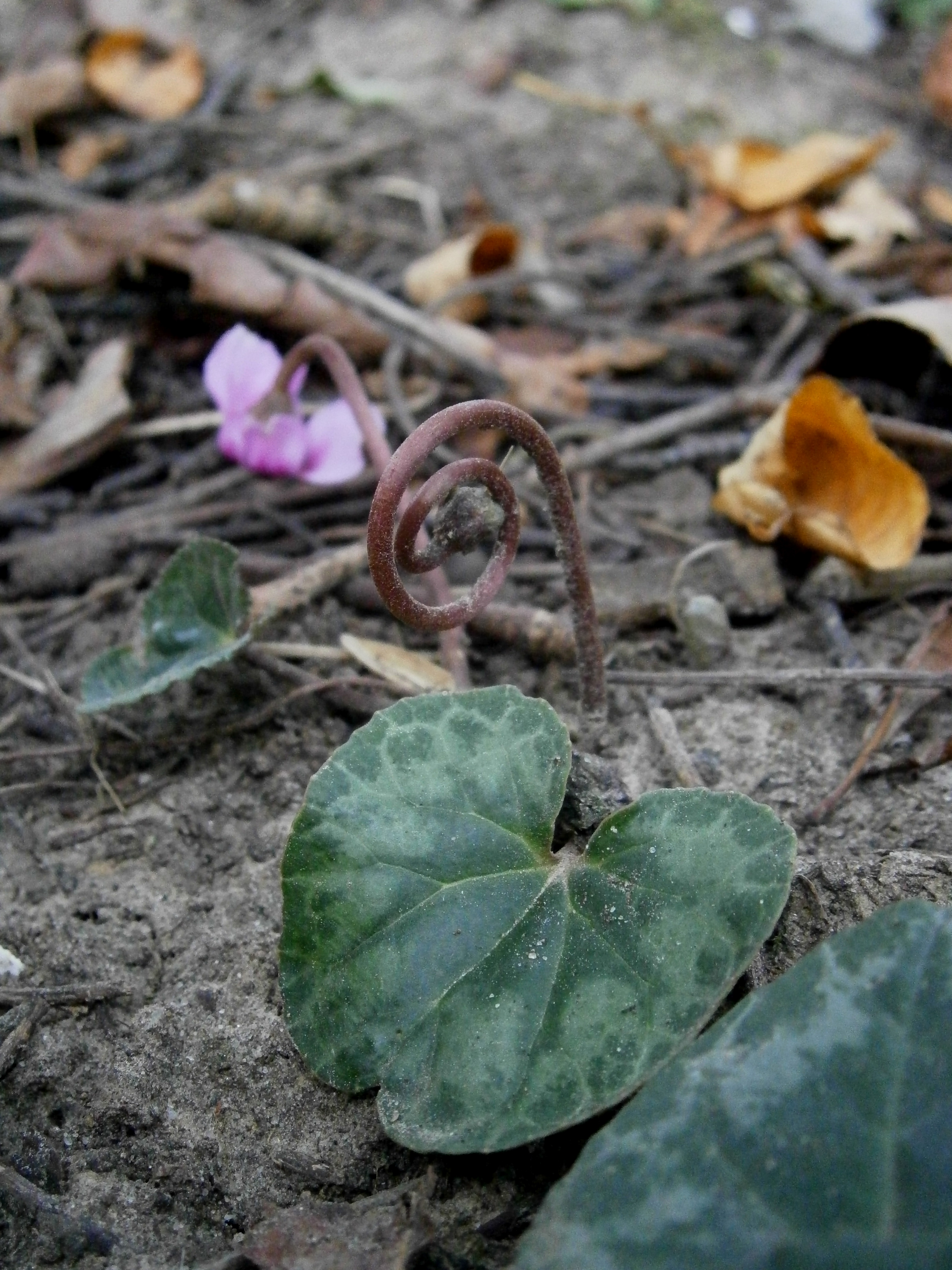
Cyclamen purpurascens – Einkrümmen des Stieles am Ende der Blüte
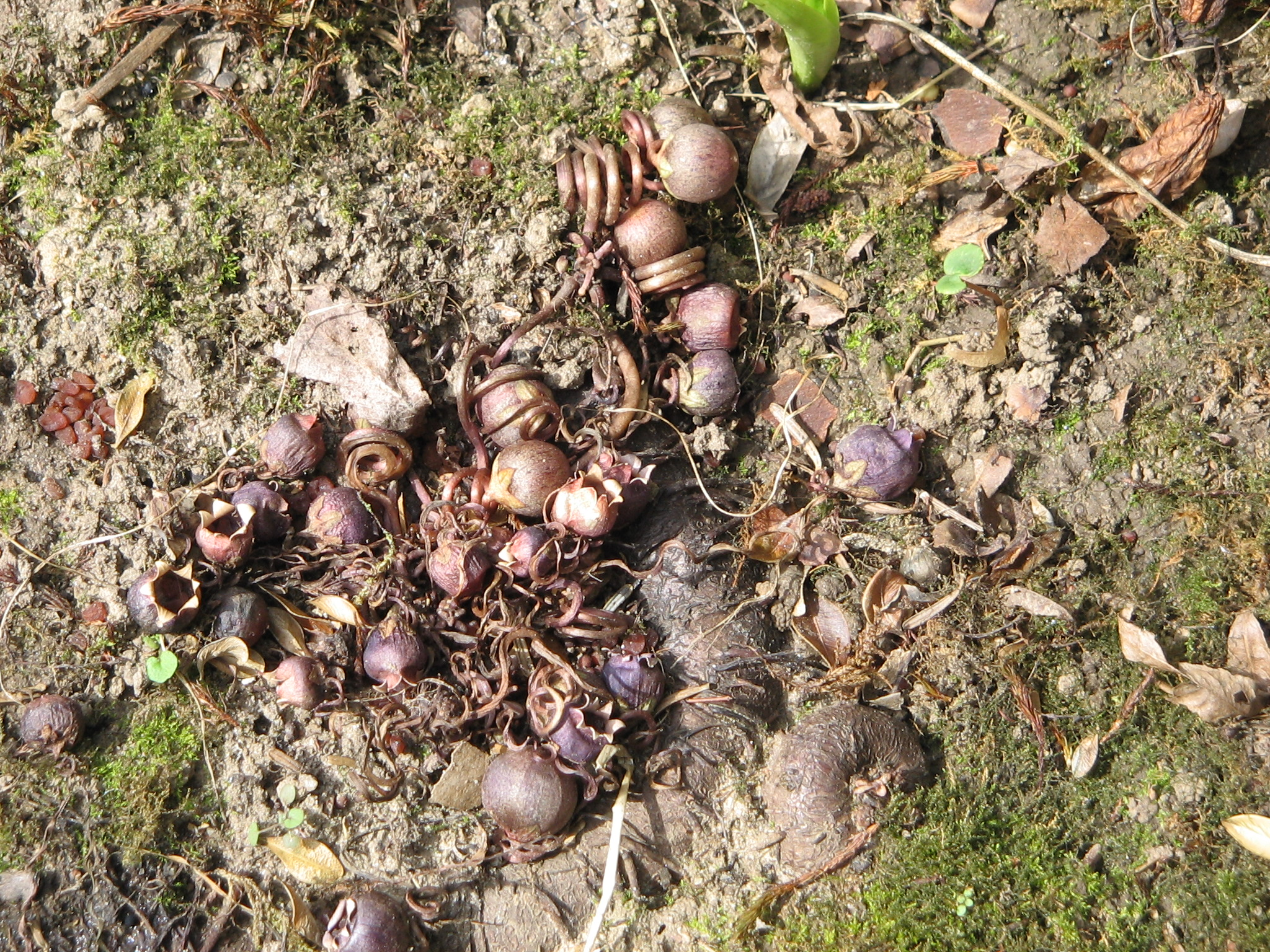
Cyclamen hederifolium – Reife Kapseln und Samen
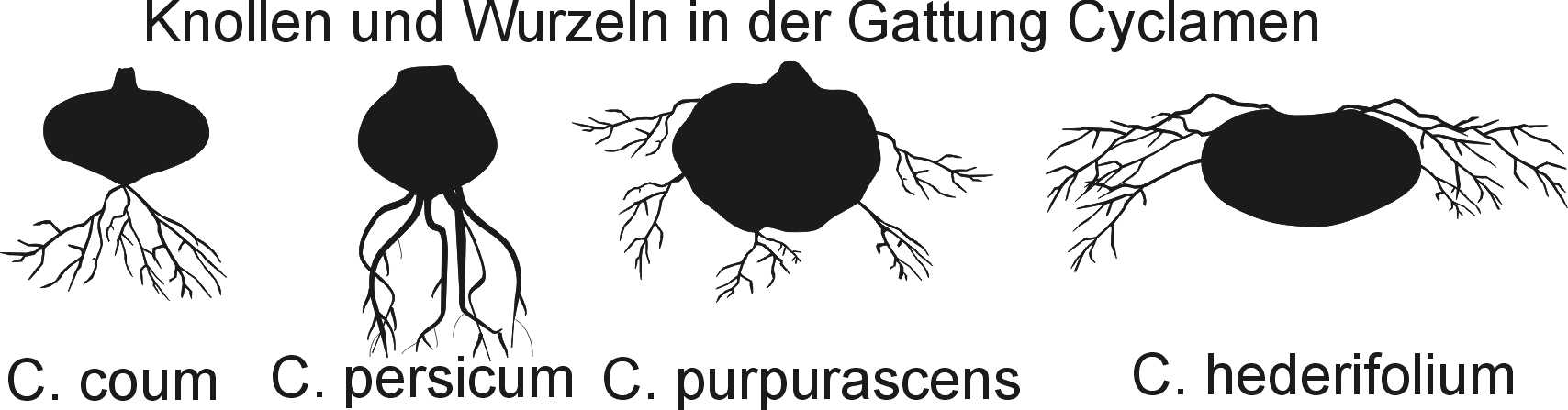
Wurzelformen in der Gattung Cyclamen.

Verbreitungskarte der Cyclamen-Arten: 1. Cyclamen balearicum, 2. Cyclamen repandum, 3. Cyclamen purpurascens, 4. Cyclamen hederifolium, 5. Cyclamen peloponnesiacum, 6. Cyclamen creticum, 7. Cyclamen graecum, 8. Cyclamen coum, 9. Cyclamen colchicum, 10. Cyclamen parviflorum, Cyclamen abchasicum, 11. Cyclamen elegans, 12. Cyclamen alpinum, Cyclamen intaminatum, Cyclamen cilicium, Cyclamen mirabile, Cyclamen pseudibericum, 13. Cyclamen cyprium, 14. Cyclamen libanoticum, 15. Cyclamen persicum, 16. Cyclamen rohlfsianum, 17. Cyclamen africanum. Eine weitere Art, Cyclamen somalense, kommt im nördlichen Somalia vor.

## Systematik und Verbreitung

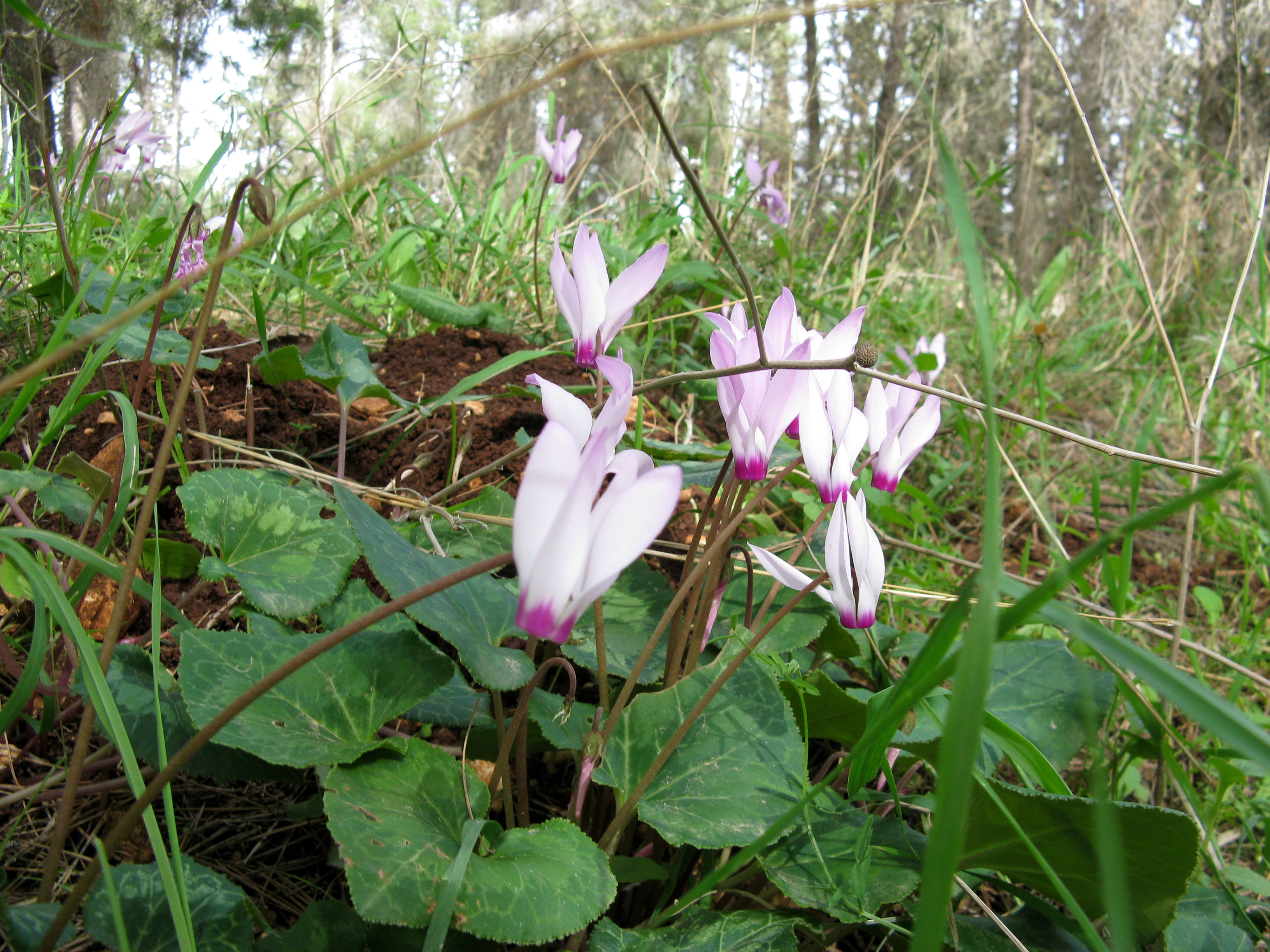
Untergattung Corticata: Cyclamen cyprium
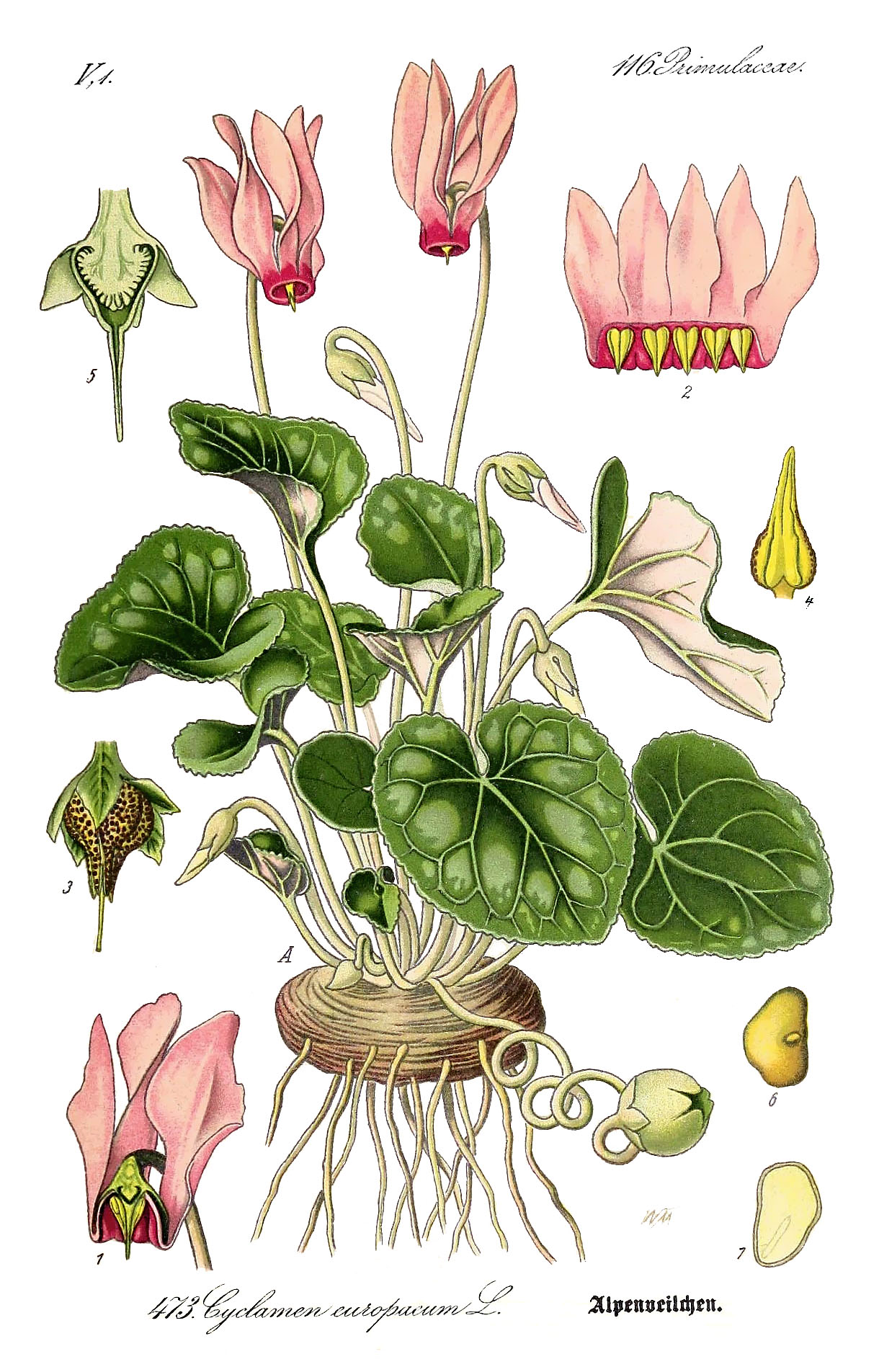
Untergattung Cyclamen: Europäisches Alpenveilchen (Cyclamen purpurascens), Illustration
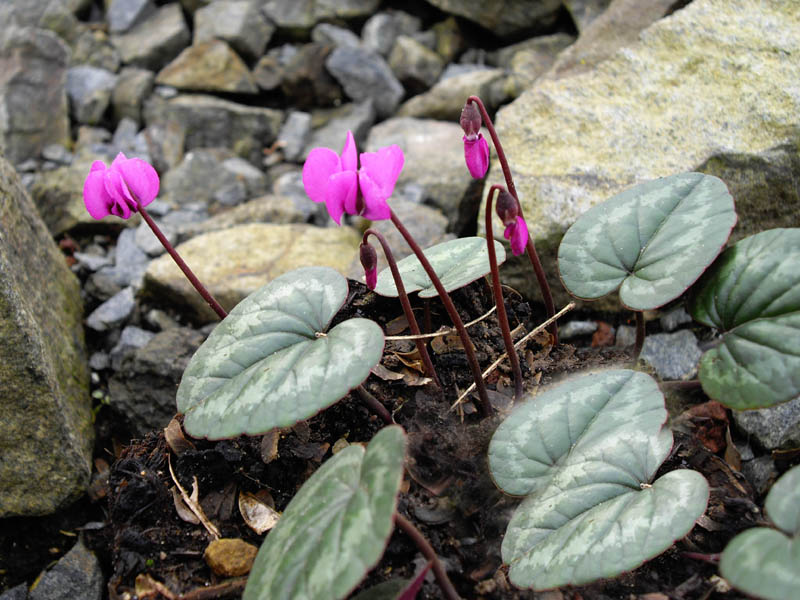
Untergattung Gyrophoebe: Vorfrühlings-Alpenveilchen (Cyclamen coum)
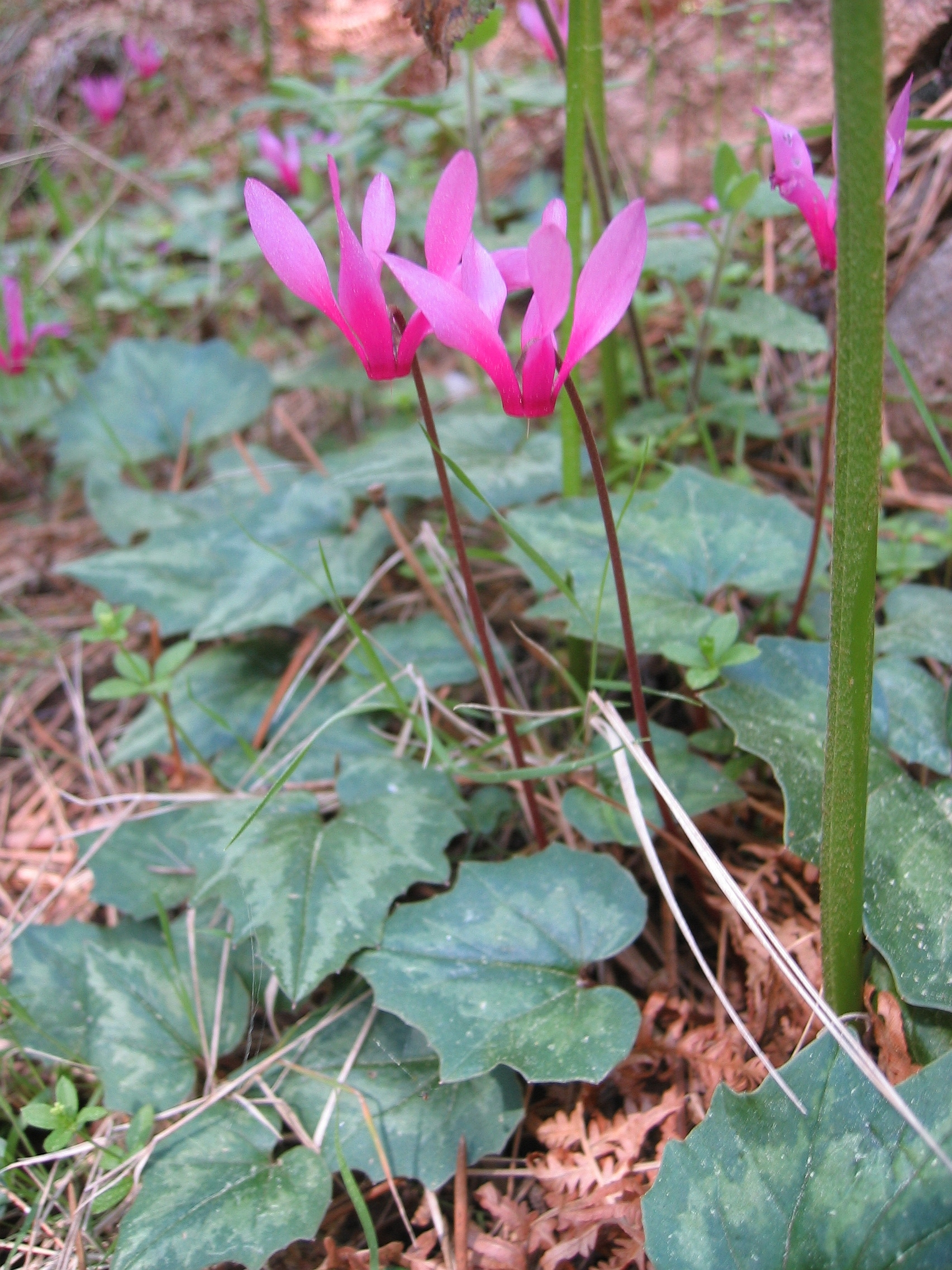
Untergattung Psilanthum: Geschweiftblättriges Alpenveilchen (Cyclamen repandum)

Die Cyclamen-Arten besitzen Areale rund ums Mittelmeer: von Europa und Nordafrika bis nach Kleinasien.
In der Gattung Alpenveilchen (Cyclamen) sind etwa 22 Arten bekannt. Hier sind die Untergattungen mit Arten, Unterarten, Synonymen und Heimat der Arten aufgelistet. Die Blütezeit ist unterschieden in Winter-Frühjahr (WF) und Sommer-Herbst (SH).
| Name | Verbreitung | Blütezeit                                                                                          | Bild                                                                                               |
| --- | --- | -------------------------------------------------------------------------------------------------- | -------------------------------------------------------------------------------------------------- |
| Untergattung Corticata (O.Schwarz) Grey-Wilson                                                                                  | | | |
| Cyclamen cyprium Kotschy | Zypern | SH                                                                                                 | |
| Cyclamen libanoticum Hildebr.                                                                                                   | Libanon | WF                                                                                                 | |
| Untergattung Cyclamen | meist Blätter mit Spitzen, Knolle mit Wurzeln auf Oberseite und seitlich | meist Blätter mit Spitzen, Knolle mit Wurzeln auf Oberseite und seitlich                           | meist Blätter mit Spitzen, Knolle mit Wurzeln auf Oberseite und seitlich                           |
| Cyclamen africanum Boiss. & Reut.                                                                                               | Algerien und Tunesien | SH                                                                                                 | |
| Cyclamen colchicum (Albov) Albov                                                                                                | Georgien (Kaukasus) | SH                                                                                                 | |
| Cyclamen confusum (Grey-Wilson) Culham, Jope & P.Moore                                                                          | West-Kreta | SH                                                                                                 | |
| Cyclamen graecum Link | Türkei, Griechenland und Zypern | SH                                                                                                 | |
| Cyclamen graecum Link subsp. graecum                                                                                            | auf dem griechischen Festland, den Kykladen, in Nordwest-Kreta und den Ostägäischen Inseln von Lesbos südwärts bis Ikaria | | |
| Cyclamen graecum subsp. anatolicum Ietsw.                                                                                       | auf Rhodos, im südlichen Anatolien und im nördlichen Zypern | | |
| Cyclamen graecum subsp. candicum Ietsw.                                                                                         | nur auf Kreta | | |
| Efeublättriges Alpenveilchen (Cyclamen hederifolium Aiton)                                                                      | Türkei, Frankreich, Albanien, Bulgarien, Griechenland, Italien, Mazedonien, Montenegro, Schweiz und Serbien | SH                                                                                                 | |
| Zimmer-Alpenveilchen (Cyclamen persicum Mill.)                                                                                  | Anatolien, Zypern, Israel, Jordanien, Libanon, westliches Syrien, Griechenland (Ostägäische Inseln), nordöstliches Algerien und nördliches Tunesien. Daraus wurden viele Sorten gezüchtet. Es sind beliebte Zimmerpflanzen für kühle Räume. | WF                                                                                                 | |
| Europäisches Alpenveilchen (Cyclamen purpurascens Mill.)                                                                        | im südöstlichen Frankreich, nördlichen Italien, Slowenien, Österreich, Tschechien, Deutschland, Ungarn, Polen, Slowakei und der Schweiz | SH                                                                                                 | |
| Cyclamen rohlfsianum Asch. | im nordöstlichen Libyen | SH                                                                                                 | |
| Cyclamen somalense Thulin & Warfa                                                                                               | im nördlichen Somalia | | |
| Untergattung Gyrophoebe O.Schwarz                                                                                               | | | |
| Cyclamen alpinum hort. Dammann ex Sprenger (Syn.: Cyclamen trochopteranthum O.Schwarz)                                          | in südwestlichen Anatolien | WF                                                                                                 | |
| Cyclamen cilicicum Boiss. & Heldr.                                                                                              | in der südwestlichen Türkei; die Art wird auch kultiviert | SH                                                                                                 | |
| Vorfrühlings-Alpenveilchen (Cyclamen coum Mill.)                                                                                | in Armenien, Aserbaidschan, Georgien, Russland, Ukraine, östliches Bulgarien, nördlicher Iran, nördliches Israel, nördlicher Libanon, westliches Syrien, Türkei                                                                             | WF                                                                                                 | |
| Cyclamen coum subsp. coum | | | |
| Cyclamen coum subsp. caucasicum (K.Koch) O.Schwarz (Syn.: Cyclamen abchasicum (Medw. ex Kusn.) Kolak)                           | in der nordöstlichen Türkei und in Transkaukasien | WF                                                                                                 | |
| Cyclamen × atkinsii T.Moore ex Lem.                                                                                             | Es könnte sein, dass es sich um Cyclamen coum 'Atkinsii' handelt. Ist nur aus Kultur bekannt. | | |
| Cyclamen elegans Boiss. & Buhse                                                                                                 | Iran und Aserbaidschan | WF                                                                                                 | |
| Cyclamen intaminatum (Meikle) Grey-Wilson                                                                                       | westliche Türkei | SH                                                                                                 | |
| Cyclamen mirabile Hildebr. | südwestliche Türkei | SH                                                                                                 | |
| Cyclamen parviflorum Pobed. | nordöstliche Türkei | WF                                                                                                 | |
| Cyclamen parviflorum subsp. parviflorum                                                                                         | | WF                                                                                                 | |
| Cyclamen parviflorum subsp. subalpinum (Grey-Wilson) Grey-Wilson                                                                | | | |
| Cyclamen pseudibericum Hildebr.                                                                                                 | Türkei | WF                                                                                                 | |
| Untergattung Psilanthum (O.Schwarz) O.Schwarz                                                                                   | lange, schmale Blütenblätte; Blattrand mit Zacken; Knolle mit Wurzeln aus der Mitte der Unterseite | lange, schmale Blütenblätte; Blattrand mit Zacken; Knolle mit Wurzeln aus der Mitte der Unterseite | lange, schmale Blütenblätte; Blattrand mit Zacken; Knolle mit Wurzeln aus der Mitte der Unterseite |
| Cyclamen balearicum Willk. | Südfrankreich und auf den Balearen | WF                                                                                                 | |
| Cyclamen creticum (Dörfl.) Hildebr.                                                                                             | auf Kreta und Karpathos. | WF                                                                                                 | |
| Geschweiftblättriges Alpenveilchen (Cyclamen repandum Sm.)                                                                      | in Frankreich, der Schweiz, Italien, Korsika, Sardinien, vormaligem Jugoslawien, Albanien und Korfu. In nordöstlichen Algerien kommt die endemische Varietät var. baborense Debussche & Quézel vor.                                         | WF                                                                                                 | |
| Cyclamen rhodium R.Gorer ex O.Schwarz & Lepper                                                                                  | | | |
| Cyclamen rhodium subsp. rhodium                                                                                                 | Rhodos und Kos | WF                                                                                                 | |
| Cyclamen rhodium subsp. peloponnesiacum (Grey-Wilson) J.Compton & Culham (Syn.: Cyclamen peloponnesiacum (Grey-Wilson) Kit Tan) | auf dem Peloponnes, Andros und Tinos | | |
| Cyclamen rhodium subsp. vividum (Grey-Wilson) J.Compton & Culham                                                                | auf dem östlichen Peloponnes | | |

## Zierpflanzen

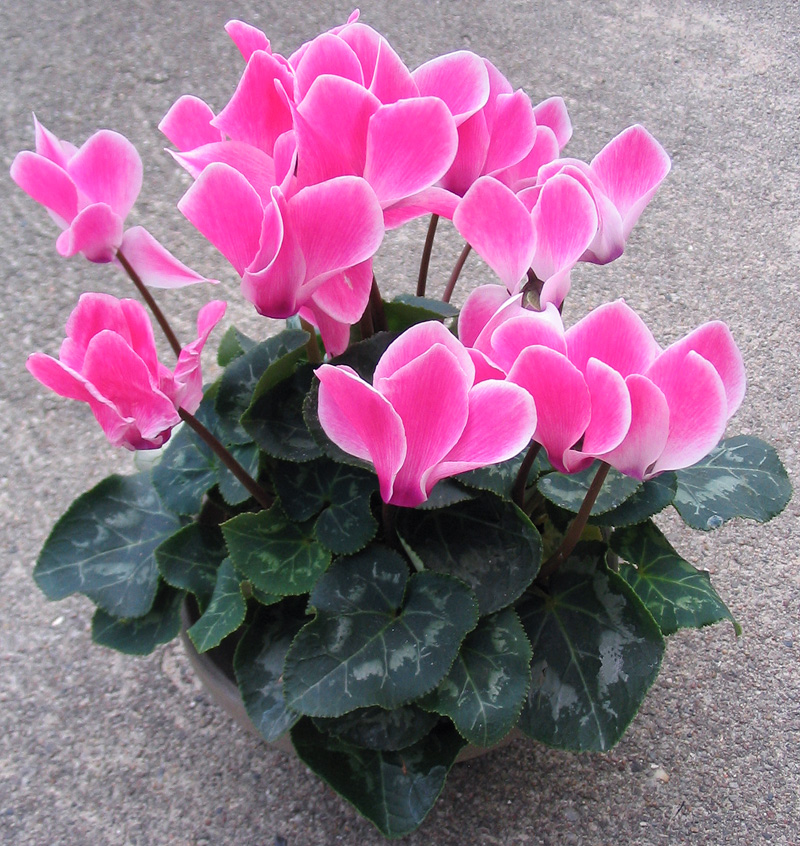
Zimmer-Alpenveilchen Cyclamen-persicum-Hybride

Einige Arten wie das frühlingsblühende Vorfrühlings-Alpenveilchen (Cyclamen coum) und das herbstblühende Efeublättrige Alpenveilchen (Cyclamen hederifolium) sind in Mitteleuropa winterhart und werden an schattigen Plätzen in Gärten gepflanzt. Am bekanntesten sind die Kultursorten der Cyclamen-persicum-Hybriden. Sie vertragen keine Fröste und werden als Zimmerpflanzen in kühlen Räumen gepflegt.

## Philatelistisches
Aufgrund ihrer Bekanntheit finden Abbildungen von Alpenveilchen des Öfteren Verwendung als Briefmarkenmotive. Die Briefmarke von 1938 aus der Serie „Winterhilfswerk, Landschaften aus dem Osten mit Blumen“ hatte einen Nennwert von 8 (+4) Pfennig. Die Marke mit dem Untertitel Wachau zeigt im Rot-Weiß-Druck im Vordergrund drei Blüten des Europäischen Alpenveilchens und dahinter die Burgruine Aggstein mit der Donau. Die Briefmarke der Deutschen Post vom 28. Juni 1966 mit einem Wert von 50 Pfennigen und dem Titel IGA 66 zeigt eine Pflanze Cyclamen persicum. Die Auflage betrug 1,4 Millionen Stück. Im Jahr 1975 erschien eine Wohlfahrtsmarke der Deutschen Bundespost Berlin mit einer Abbildung von Blättern und Blüten des Europäischen Alpenveilchens mit einem Wert von 50 (+25) Pfennig. Die Marke hatte eine Auflage von 7,5 Millionen Exemplaren. Mit dem Erstausgabetag 1. März 2018 gab die Deutsche Post AG in der Dauerserie „Blumen“ ein Postwertzeichen im Nennwert von 100 Eurocent heraus. Es zeigt formatfüllend eine einzelne rosafarbene Blüte eines Alpenveilchens mit ausgeprägten Blattöhrchen. Es handelt sich demnach mit hoher Wahrscheinlichkeit um Cyclamen hederifolium, da diese Art in Gärten wächst und Blattöhrchen ausbildet. Die als Zimmerpflanze bekannte Sorte Cyclamen persicum oder das in Mitteleuropa heimische Cyclamen purpurascens besitzen keine Blattöhrchen.